# 驹井野信号场

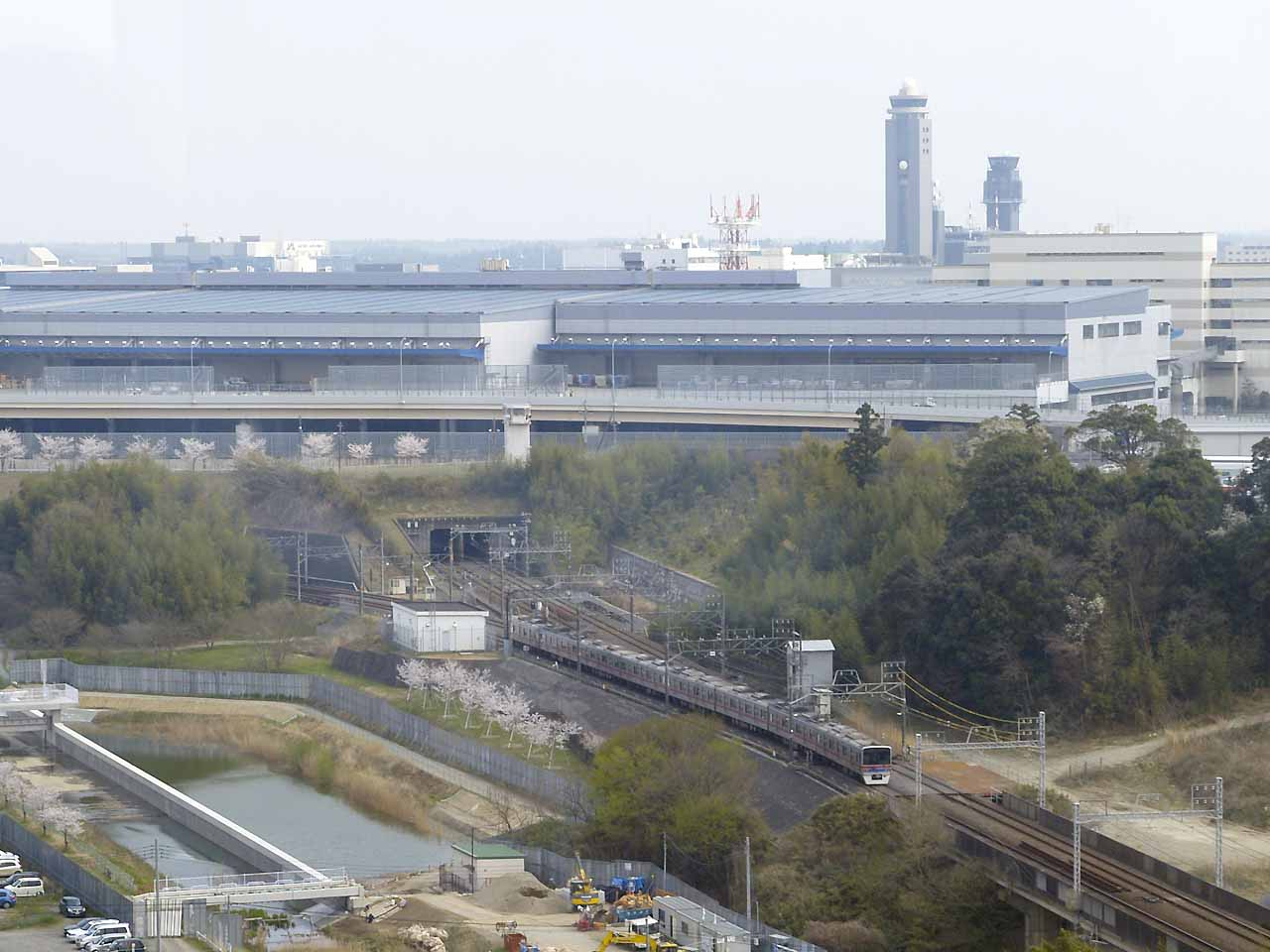
來自驹井野信號場，屏幕中央的隧道朝向東成田，左側的彎道朝向成田機場。

驹井野信號場（日语：／ Komaino shingōjō */?）是京成電鐵的线路所，位於千葉縣成田市取香，是京成本線和东成田线的分叉点。京成成田站 - 驹井野信號場区间东成田线和京成本線共线状态。

## 历史
1991年3月19日通往成田机场的新线启用，原成田机场站改名为東成田車站，新线在京成成田站 - 東成田車站区间内新设的驹井野信號場引出，线路所同新线一同启用。

## 相邻车站
京成電鐵
 本線
京成成田（KS40）－駒井野信號場－機場第2候機樓（KS41）
 東成田線
（京成成田）－駒井野信號場－東成田（KS44）